# Macrocheilus macromaculatus
Macrocheilus macromaculatus – gatunek chrząszcza z rodziny biegaczowatych, podrodziny Anthiinae i plemienia Helluonini.

## Taksonomia
Gatunek opisany został w 1949 roku przez C. J. Louwerensa.

## Opis
Biegaczowaty ten osiąga 10 mm długości i 3 mm szerokości ciała. Labrum duże, z przodu półokrągłe, z płaskim wgłębieniem po każdej stronie, o szczecinkach zlokalizowanych wzdłuż boków w 2 małych bruzdach. Głaszczki krótkie, tęgie, ścięte na wierzchołkach. Bródka z długim, ostrym, wąskim zębem środkowym i bocznymi płatkami nieco dłuższymi. Plamki na pokrywach duże i wydłużone.

## Występowanie
Gatunek ten jest endemitem indonezyjskiej Jawy.